# کولبی پیرس
کولبی پیرس (انگلیسی: Colby Pearce؛ زادهٔ ۱۲ ژوئن ۱۹۷۲) دوچرخه‌سوار اهل ایالات متحده آمریکا است. وی در بازی‌های المپیک تابستانی ۲۰۰۴ شرکت کرده است.